# Täby Racketcenter
Täby Racketcenter är en idrottsanläggning på Flyghamsvägen 16 i Täby. Här finns 12 badmintonbanor, 4 squashbanor, 4 bordtennisbord (pingisbord) samt ett gym.

## Historia
Täby racketcenter färdigställdes 2010 och har sedan dess drivits av Täby badmintonhall ab som är ett dotterbolag till  Täby badmintonförening ab.